# 레우 미네이루
레오나르두 엔리키 산투스 지 소우사(포르투갈어: Leonardo Henrique Santos de Souza, 1990년 3월 10일 ~ )는 레우 미네이루(포르투갈어: Léo Mineiro)로 불리는 브라질의 축구 선수로, 포지션은 세컨드 스트라이커다. 현재 J2리그 파지아노 오카야마 소속이다.
2010년 제주 유나이티드, 2017년 대구 FC와 부산 아이파크에서 활약한 바 있다. K리그 등록명은 레오다.

## 클럽 경력
2009년에 프로 무대에 데뷔했으며, 2010년 K리그의 제주 유나이티드 FC로 임대되어 잠시나마 K리그와 인연을 맺었다. 이후 여러 클럽에서 활약하였고 2015년 일본 J2리그의 FC 기후로 임대되면서 커리어 역사상 가장 많은 경기를 소화해냈다.
2017년 대구 FC로 임대 이적하였다.
2017년 여름에 대구FC와 임대 계약 해지 후, 부산 아이파크로 임대 이적했다.
2018시즌을 앞두고 카타르의 알 마르키야로 이적하면서 한국 무대를 떠났다.